# Bancroft (cráter)

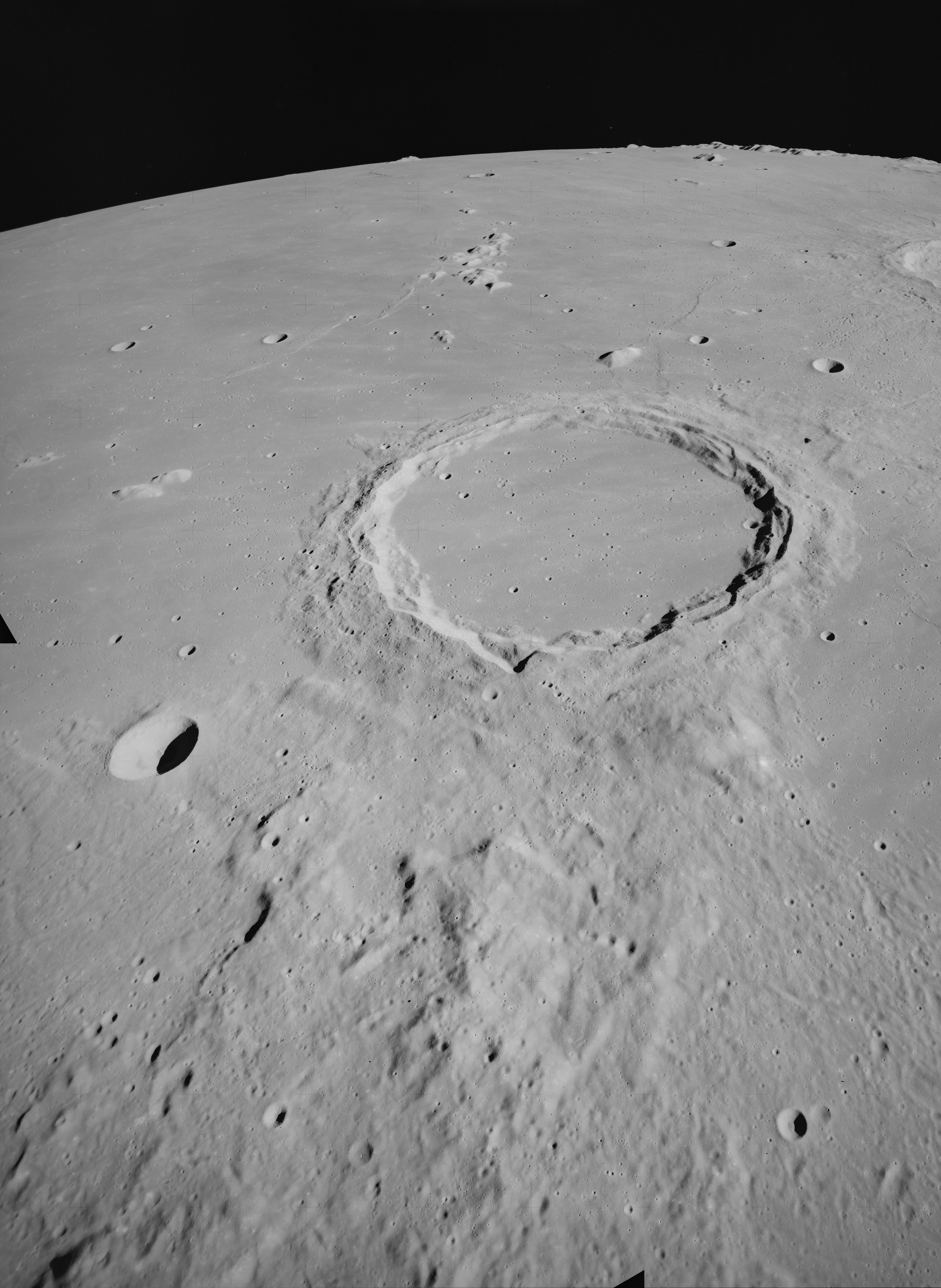
El gran cráter central es Archimedes, debajo los Montes Archimedes, y en el centro a la izquierda el cráter Bancroft. Foto: Apolo 15.

Bancroft es un pequeño cráter de impacto de la Luna con forma de cuenco, localizado al suroeste del cráter Archimedes, en el Mare Imbrium. Desde el borde de Bancroft al sureste de los Montes Archimedes se extiende una depresión ancha y poco profunda.

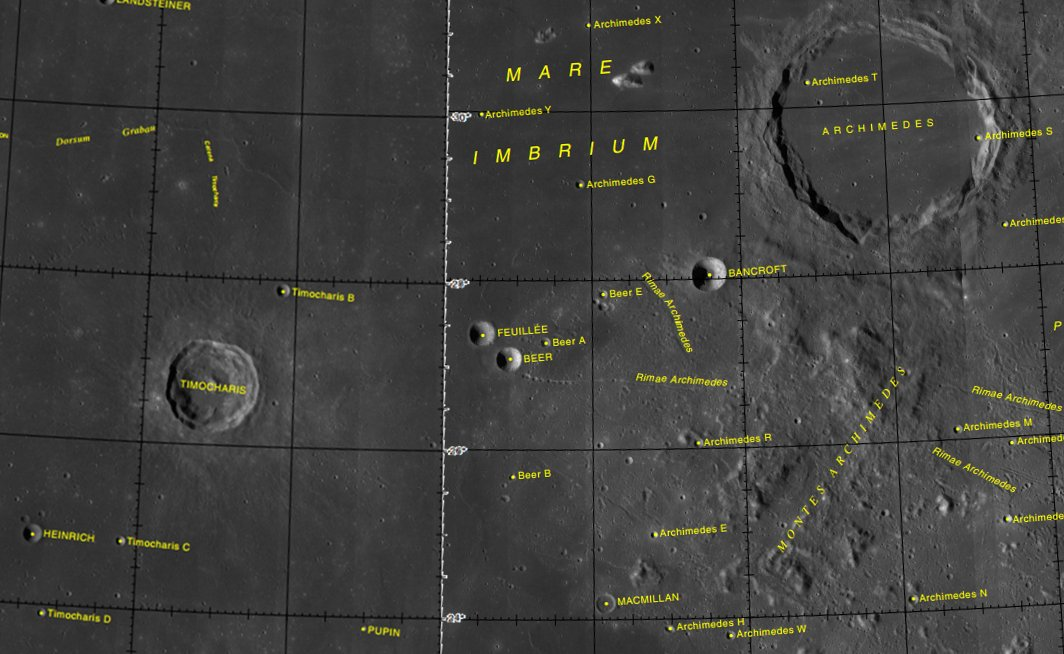
Entorno de Bancroft (en el centro de la mitad derecha de la imagen)

Presenta algunas grietas en el borde por el lado del mar lunar, al oeste y al suroeste del cráter.

## Denominación
Bancroft inicialmente fue denominado Archimedes A y posteriormente fue renombrado por la Unión Astronómica Internacional. Debe su nombre al físico-químico estadounidense Wilder Dwight Bancroft (1867-1953).